# ديفيد هيرست
دافيد هيرست (بالإنجليزية: David Hirst)‏ (ولد 1936) مراسل مخضرم في منطقة الشرق الأوسط مقيم في بيروت. التحق ب راجبى سكول من سنة 1949 حتى سنة 1954 وأدى خدمته الوطنية العسكرية في مصر وقبرص من عام 1954 حتى عام 1956.
منذ عام 1956 حتى عام 1963 تعلم في جامعة أوكسفورد والجامعة الأمريكية في بيروت. عمل مراسلا ل صحيفة الجارديان من عام 1963 حتى عام 1997 وقام أيضا بالكتابة في صحيفة كريستيان ساينس مونيتور, وصحيفة آيريش تايمز, وسانت بترسبرج تايمز، نيوزداى، سان فرانسيسكو كرونيكل وصحيفة ديلى ستار. تم اختطافه مرتين ومنع من زيارة ست دول عربية مرات عديدة في أوقات مختلفة من ضمن هذه الدول:مصر، سوريا، السعودية والعراق. لايزال يساهم بالكتابة في صحيفة الجارديان وصحف أخرى عديدة حول العالم.

## كتبه
- النفط والرأى العام في الشرق الأوسط (1966) ISBN 0-571-06593-7
- سادات (1981) ISBN 0-571-11690-6
- البندقية وغصن الزيتون (2003) ISBN 0-571-21945-4

## وصلات خارجية
- صفحة تعريفية على موقع جريدة الجارديان
- عموده ب صحيفة الجارديان
- سيرة موجزة مع مقالات على موقع الأمة
- مقتطفات من كتاب البندقية وغصن الزيتون